# Otolemur crassicaudatus monteiri
Otolemur crassicaudatus monteiri is een nachtactief zoogdier uit de familie van de galago's (Galagidae). Het is een ondersoort van de dikstaartgalago (Otolemur crassicaudatus), die voorheen als aparte soort werd gerekend. De wetenschappelijke naam van de ondersoort werd voor het eerst geldig gepubliceerd door Abraham Dee Bartlett in 1863.

## Verspreiding
De ondersoort komt voor in het gebied van Angola tot Tanzania, inclusief Rwanda en West-Kenia. Zijn favoriete biotoop is graslanden, savannes en kreupelhout.